# IPad Pro (第6世代)
通称M2 iPad Proとして知られる12.9インチ 第6世代と11インチ 第4世代のiPad Proは、Appleによって開発・販売されているiPadタブレットコンピュータ製品である。2022年10月18日発表、同月26日に発売。先代モデルと同じ 12.9インチ (33cm) と 11インチ (28cm) の画面サイズの製品ラインナップ。
iPad Proは、先代からデザインは変わらず同じ画面サイズであるが、Apple M2プロセッサと、 Apple Pencilがディスプレイのどこにタッチするかを示すホバー機能を備えている。
2025年3月リリースのiPadOS 18.4から生成AIプラットフォームのApple Intelligenceベータ版で日本語も含めた多言語に対応している。

## 特徴

### ハードウェア
本モデルではApple M2 SoCを採用している。Apple M2は、8コアCPU、10コアGPU 、および16コアNeural Engineを備えている。内蔵ストレージは、128GB、256GB、512GB、1TB、および2TBの製品構成がある。128、256、512GBモデルには8GBのRAMが搭載され、1、2TBのモデルには16GBが搭載されている。
12.9インチモデルは、第5世代の12.9インチモデルと同じLiquid Retina XDRディスプレイと呼ばれるミニLED HDRディスプレイを内蔵し、1,000,000:1 のコントラスト比、1000ニトのフルスクリーン輝度、1600ニト (HDR) のピーク輝度を誇る。11インチモデルは、第3世代の11インチモデルと同じ600ニトのピーク輝度を持つLiquid Retinaディスプレイを搭載。どちらのモデルもTrue Tone、ProMotion 120Hz可変リフレッシュレート、P3広色域をサポートしている。
iPadOS 16.2より日本でもWi-Fi 6E（最大2.4Gbps）に対応するが、中国では利用できない。

### 急速充電
USB-PD準拠し、12.9インチモデルは最大45W (15V 3A)での充電に対応している。

### 専用オプション
iPad Proの画面スペックを活かすため、専用のオプションが用意されている。
Apple Pencil (第2世代)
Apple Pencil (USB-C)
Magic Keyboard
Smart Keyboard Folio

## iPadモデルの変遷
（横スクロールできる画像です）